# Четфилд, Эрни
Эрни Четфилд, 1-й барон Четфилд; (27 сентября 1873, Саутси, Гэмпшир, Великобритания — 15 ноября 1967, Фарнем-Коммон, Бакингемшир, Великобритания) — британский адмирал флота и государственный деятель, министр по координации обороны Великобритании в правительстве Невилла Чемберлена (1939—1940).

## Биография
Был единственным сыном адмирала Альфреда Джона. Окончил школу Св. Эндрю в Тенби.
В 1886 году он поступил юнкером в Королевский флот на учебный 121-пушечный винтовой линейный корабль первого ранга HMS Britannia. В 1888 году был принят гардемарином на корвет HMS Cleopatra (1878), а с 1890 года служил на крейсере HMS Warspite (1884), флагмане британского Тихоокеанского флота. С 1894 года в звании лейтенанта — на линкоре HMS Royal Sovereign (1891), флагмане Флота Канала. Обучался на курсах огневой подготовки на HMS Excellent (1895), а затем — HMS Cambridge (1897).
В 1899 году поступил на службу в должности офицера-артиллериста на линкор HMS Caesar (1896) Средиземноморского флота; в составе штаба курсов огневой подготовки HMS Wildfire (1900), офицер-артиллерист броненосного крейсера Атлантического флота HMS Good Hope (1902), в 1904 году был назначен его командиром. В 1904 году переведен на линейный корабль Средиземного флота HMS Venerable. В 1906 году вернулся на HMS Excellent и был его капитаном до 1909 года, когда встал во главе линкора HMS Albemarle (1901). В следующем году стал капитаном линкора HMS London (1899).
После прохождения курса обучения в Королевском военно-морском колледже в Портсмуте служил капитаном переоборудованного лайнера RMS Medina (1911), с 1912 года командовал броненосным крейсером HMS Aboukir Резервного флота, а затем — крейсером HMS Southampton (1912).
В марте 1913 года становится капитаном крейсера HMS Lion, флагманом эскадры вице-адмирала Дэвида Битти. В годы Первой мировой войны участвовал в сражении в Гельголандской бухте (1914), был при Доггер-банке (1915) и Ютландском сражении. Командовал линейным кораблем HMS Iron Duke, а с ноября 1916 года — головным дредноутом HMS Queen Elizabeth, новым флагманом вице-адмирала Дэвида Бити.
После окончания Первой мировой войны, с 1919 года служил Четвёртым морским лордом, а в январе 1920 года был назначен Военно-морским адъютантом короля. В 1922 году становится командующим Третьей легкой эскадрой линейных крейсеров. В 1925—1928 годах являлся третьим лордом Адмиралтейства и инспектором Военно-морского флота. В 1929—1930 годах командовал Атлантическим флотом, а в 1930—1932 годах — Средиземноморским флотом.
В 1930 году он становится адмиралом, а в 1935 году — адмиралом флота.
В мае 1937 года королем Георгом VI ему было пожаловано звание пэра, как барону Четфилду из Дитчинга в графстве Сассекс. В августе 1938 года он вышел в отставку с военной службы в Королевском военно-морском флоте.
В 1939—1940 годах — министр по координации обороны Великобритании. На этом посту выступал за увеличение производства боеприпасов. Уйдя в отставку, возглавил комитет по эвакуации больниц Лондона. а затем уехал в своё поместье в Бакингемшире.

## Награды и звания
Алмирал флота (1935).
Кавалер Большого креста ордена Бани, член Ордена Заслуг, Рыцарь-Командор ордена Святого Михаила и Святого Георгия, Командор Королевского Викторианского ордена.